# Sonne Adam
Sonne Adam ist eine israelische Death-Metal- und Death-Doom-Band aus Tel Aviv-Jaffa, die im Jahr 2007 gegründet wurde.

## Name
Der Name Sonne Adam ist eine Kombination aus den hebräischen Worten שֹׂנֵא sōnē ‚Hasser‘, ‚Feind‘, Partizip zur Wurzel שנא ‚hassen‘, und אָדָם ādām ‚Mensch‘. Eine Fehldeutung im Deutschen, wo er sich wie eine Bezugnahme auf die Sonne und den biblischen ersten Menschen Adam liest, war der Band nicht bewusst, als sie den Namen wählte.

## Geschichte
Die Band wurde im Jahr 2007 von dem Gitarristen Tom Davidov und dem Sänger Chen Dahan gegründet. Sie nahmen ihn ihren Heimstudios Lieder auf und stellten diese in ihren Myspace-Profilen zur Verfügung, wodurch sie ihre Bekanntheit erhöhen konnten. Nachdem die Band die EP The Sun Is Dead aufgenommen hatte, die jedoch nie offiziell veröffentlicht wurde, erschien im Jahr 2010 die EP Armed with Hammers bei dem deutschen Label Imperium Productions. Das deutsche Rock Hard wurde auf die Gruppe aufmerksam und ernannte den Tonträger zum „Demo des Monats“. Den Vertrag mit Imperium Productions hatte die Gruppe erreicht, nachdem sie die ersten Lieder der EP bei Myspace hochgeladen hatten. Dadurch wurde Philipp Schulte, Besitzer von Imperium Productions, auf die Gruppe aufmerksam. Das Label hatte sich jedoch auf Schallplatten-Veröffentlichungen spezialisiert. Da Schulte jedoch auch Mitarbeiter bei Century Media war, erreichte er für die Gruppe die Veröffentlichung von CD- und MP3-Versionen bei dem Label. Über Century Media erschien das Debütalbum der Gruppe im Jahr 2011 unter dem Namen Transformation. Imperium Productions übernahm hierbei weiterhin die Veröffentlichung der Schallplatten-Versionen. Das Album wurde von Eli Pikover produziert. 2012 erschien die Kompilation Messengers of Desolate Ways, die aus den zuvor erschienenen EPs Doctrines of Dark Devotion, Armed with Hammers und The Sun Is Dead besteht. Als neue Lieder ist eine Coverversion des Thorns-Liedes Funeral Marches to the Grave, einmal als reguläre und einmal als Remix-Version, sowie der Song No Blood Flow enthalten. Im selben Jahr spielte Sonne Adam mehrere Konzerte, unter anderem auch in München zusammen mit Grave und Freund Hein.

## Musikstil und Texte
Laut der Biografie auf centurymedia.com wurde Sonne Adam gegründet, um düsteren Death Metal im Stil von Paradise Lost zu spielen, der mit der rohen, blasphemischen Musik von Morbid Angel vermischt werde. Marc Lehmann verglich die Band in der Rezension ihrer EP Armed with Hammers für Voices from the Darkside mit Necros Christos. Auch Hacker verglich sie in der Rezension ihres Debütalbums Transformation für Voices from the Darkside mit Necros Christos, außerdem mit Morbid Angel und Paradise Lost. Laut Christoph Meul von metal.de in seiner Rezension zu Messengers of Desolate Ways kann man das Album Transformation zwischen Paradise Lost, Morbid Angel und Necros Christos einordnen. Der erste Teil der Kompilation sei „Death Metal mit düster-okkultem Flair“. In den folgenden, neueren Liedern hätten die Einflüsse aus dem Doom Metal zugenommen. Die Gitarrenläufe im Mittelteil von World of Everlasting Darkness erinnerten stark an das Paradise-Lost-Album Gothic. Das neue Material wirke nun weniger wuchtig und bösartig. Marc Lehmann nennt in seiner Rezension für Voices from the Darkside als musikalische Referenz Bands wie Celtic Frost, Morbid Angel, Autopsy, Samael, Asphyx und Necros Christos. Die Band selbst nennt als ihre vermutlich deutlichsten Einflüsse Paradise Lost, Morbid Angel und Darkthrone. Die Texte der Band sind laut Dahan „metaphorische Äußerungen, die sich meist um persönliches Verstehen, Gedanken, Träume und so weiter drehen. Wir verwenden eine sehr dunkle Sprache um diese Themen zu bearbeiten, da es so am besten zur Musik passt.“ Im Interview mit Brandon Stosuy von pitchfork.com gab Chen Dahan an, dass der Albumtitel Transformation auf dem titelgebenden Lied basiert, das davon handele, wie man ein höheres Bewusstsein durch eine „Transformation durch Flammen“, durch eine Art Test erlangen könne. Im Interview mit Robert Müller vom Metal Hammer gab Dahan ebenfalls an, durch Gruppen wie Morbid Angel, Paradise Lost (bis Gothic) und Darkthrone beeinflusst worden zu sein. Zudem seien auch Horrorfilme der 1960er Jahre und pakistanische Qawwalis Einflüsse. Musik sei der Ausdruck der Bandmitglieder für deren Faszination am Okkulten. Müller bezeichnete in seiner Rezension zu Messengers of Desolate Ways die Gruppe als Retro-Death-Metal-Band. Der Kompilation könne man Einflüsse von Celtic Frost und Paradise Lost anhören.

## Diskografie
- 2010: Armed with Hammers (EP, Imperium Productions)
- 2011: Transformation (Album, Century Media / Imperium Productions)
- 2012: The Sun Is Dead (EP, Imperium Productions)
- 2012: Doctrines of Dark Devotion (EP, Imperium Productions)
- 2012: Messengers of Desolate Ways (Kompilation, Century Media)